# Maurice Ravel
Maurice Ravel (født 7. marts 1875, død 28. december 1937) var en fransk komponist og pianist. Han var en tid elev af Gabriel Fauré i komposition. 
Ravel regnes ved siden af Claude Debussy som den største franske komponist i det 20. århundrede.[kilde mangler] I almindelighed er hans værker af høj musikalsk kvalitet og præget af stor håndværksmæssig kunnen.[kilde mangler]

## Liv og gerning
Ravel blev født i Ciboure i Frankrig (nær Biarritz, en del af den franske baskiske region ved grænsen til Spanien). Hans mor var baskisk, mens hans far var en schweizisk opfinder og forretningsmand. Hans forældre opmuntrede hans musikalske udfoldelser og sendte ham til konservatoriet i Paris. I studieårene i Paris blandede Ravel sig med en gruppe unge komponister, som kaldte sig selv "Apacherne" på grund af deres vilde opførsel. Gruppen var kendt for sit omfattende indtag af alkohol.
Ved konservatoriet studerede Ravel under Gabriel Fauré. Han blev også stærkt påvirket af Debussys impressionistiske stil. Desuden blev han inspireret af musik fra hele verden, blandt andet amerikansk jazz, asiatisk musik og traditionelle folkeviser fra hele Europa. Ravel var ikke religiøs og muligvis ateist. Han var imod andre komponisters "overreligiøsitet", som Wagners, og foretrak klassisk mytologi som inspirationskilde.
Ravel blev aldrig gift, men han havde flere længerevarende forhold. Han var også kendt for at frekventere bordellerne i Paris.[kilde mangler]
Under 1. verdenskrig blev Ravel ikke hvervet på grund af sin alder og sit skrøbelige helbred, og han blev i stedet ambulancefører.
I 1932 var Ravel indblandet i en bilulykke, som begrænsede hans virke markant. Hans produktivitet faldt dramatisk. I 1937 gennemgik han en operation, som han håbede ville bedre hans helbredstilstand, men operationen mislykkedes, og han døde kort efter.
Da den amerikanske komponist George Gershwin mødte Ravel, sagde Gershwin, at han gerne ville have studeret med den franske komponist, hvis det var muligt. Ravel skal have svaret: "Hvorfor skulle du være en andenrangs Ravel, når du kan være en førsteklasses Gershwin?"
Igor Stravinskij omtalte en gang Ravel som "den schweiziske urmager" med henvisning til præcisionen og det kringlede i Ravels værker.

## Værkliste
(ikke komplet)
- Klavermusik

- Pavane pour une infante défunte (1899)
- Jeux d'eau (1901)
- Sonatine (1903)
- Miroirs (1904-1905)
- Gaspard de la nuit (1908)
- Ma mère l'oye (1908-1910)
- Le Tombeau de Couperin (1914-1917)

- Kammermusik

- Strygekvartet
- Violinsonate
- Klavertrio

- Orkesterværker

- Boléro (1928)
- Le Tombeau de Couperin (1919)

- Balletmusik

- Daphnis et Chloé (1907-12)

- Koncertmusik

- Klaverkoncert for venstre hånd	(1929-1930) - for klaver og orkester
- Klaverkoncert i G-dur (1929-1931) - for klaver og orkester

- Operaer

- L'heure espagnole
- L'enfant et les sortilèges